# Енот из Херсона
Херсо́н (укр. Херсо́н, наиболее известен как ено́т из Херсо́на, укр. єно́т з Херсо́на) — один из двух енотов, которых директор крымского зоопарка «Сказка» Олег Зубков увёз из херсонского зоопарка при отступлении российских военных из города. Об этом стало известно после сообщения публицистки Анны Долгарёвой. Благодаря Долгаревой, которой принадлежат фразы «покрасть енота» и «Херсон вернём, енота не вернём», создался образ «енота из Херсона», Животное стало героем многочисленных мемов после его предполагаемой кражи российскими военными. Мем с енотом стал вирусным в социальных сетях, а украинцы превратили енота в героя войны. Зверю посвящён новостной Telegram-канал «Енот из Херсона». В декабре 2022 года енот, переименованный из Толика в «Херса», укусил за палец главу оккупационной администрации Херсонской области Владимира Сальдо.

## История
11 ноября 2022 года крымский бизнесмен, директор парка львов «Тайган» и зоопарка «Сказка» Олег Зубков опубликовал на своём YouTube-канале видео под названием «Мы в Херсоне. Олег Зубков ловит енотов ГОЛЫМИ РУКАМИ» о том, как он ловил енотов в Херсонском зоопарке. СМИ обратили внимание на видеоролик лишь спустя несколько дней. На видео видно, как несколько человек в одежде с символикой «Тайгана» вытаскивают животных, в том числе ослов и лам, из клеток и загружают их в фургон. По данным СМИ, предполагается, что на кадрах видно перемещение животных из Херсонского зоопарка в «Тайган». Полную версию видео позже удалили, но его отрывки сохранились в аккаунтах пользователей соцсетей.
В тот же день эмигрировавшая в Россию и поддержавшая вторжение украинская поэтесса и военный корреспондент Анна Долгарева сообщила в своём Telegram-канале о вывозе одного из енотов: «У меня очень просили хороших новостей по Херсону, но реально единственная хорошая новость в том, что мой товарищ успел покрасть енота из Херсонского зоопарка».
Спустя несколько дней Олег Зубков заявил в интервью, что животных из Херсонского зоопарка вывезли в контролируемый Россией Крым и разместили в сафари-парке «Тайган». По словам Зубкова, в парк привезли двух волчиц, ламу, ослицу, семь енотов, павлинов, цесарок и фазанов. Он заявил, что «спасает» животных от боевых действий, в ожидании возможного украинского наступления и обстрелов, и пообещал их вернуть, как только ситуация в Херсоне нормализуется.

## Реакция

### Украина
13 ноября основатель движения UAnimals Александр Тодорчук заявил, что российское командование украло енота из Херсонского зоопарка. По его словам, бо́льшую часть коллекции зоопарка российские войска вывезли в Крым. На видео также обратили внимание украинские СМИ, сообщив, что животные были «украдены» при выводе российских войск из Херсона. Они также сослались на стихотворение и пост военного корреспондента Анны Долгаревой, которая позже стала отрицать кражу енота. В свою очередь, скриншот поста Долгаревой разлетелся по Твиттеру, где затем было опубликовано множество мемов и шуток про енота.
Как пишет Украинская служба Би-би-си, на Украине енот стал символом войны и «абсурдности российских военных», которые, как утверждается, крадут всё: «от стиральных машин и унитазов до животных». Украинские пользователи пошутили о том, как изменились цели российских военных на Украине: от взятия под контроль России всей территории Украины до кражи енота из зоопарка. Похищение животного назвали якобы «сакральной целью российской спецоперации». Пользователи соцсетей предложили медаль «За взятие енота» и представили, как российское высшее военное командование докладывает об этом президенту России Владимиру Путину. Украинцы размещали мемы с призывами к его освобождению, такими как «Спасти рядового енота», отсылающего к названию военного фильма «Спасти рядового Райана».
Вывоз животных из зоопарка заставил украинских пользователей вспомнить также истории с мародёрством российских военных. На одном из мемов российским военным рекомендуют брать енотов вместо стиральной машины, так как тот весит меньше, а стирает и полощет бельё целый день. А для некоторых маленький хищник стал олицетворением украинского сопротивления — пользователи предположили, что енот якобы станет «председателем правительства Херсонской области в изгнании».
Спикер военной администрации Одесской области Сергей Братчук предложил обменять енота на десять российских военнопленных. Также на сайте Офиса президента Украины была создана петиция с предложением обменять енота на одесский памятник Екатерине II. По состоянию на 22 ноября её подписало более 6,5 тысяч человек.
Генеральный директор «Укрпочты» Игорь Смилянский, заявил, что на «Укрпочте» могут выпустить новую марку с вывезенным из Херсона енотом. Депутат Херсонского областного совета Сергей Хлань отметил, что енот стал таким же символом Херсона, как херсонский арбуз.

### Россия
22 ноября телеканал «Вести. Кострома» показал сюжет о забранном российскими военными при отступлении из Херсона еноте. Ведущая назвала животное «символом десантников и их побед». В материале также говорилось, что енот — «маленький боец» и «парень в самом расцвете сил», и что его позывной «Херсон» был выбран в ходе онлайн-опроса.
В декабре 2022 года юнгвардейцы из Кемерово записали новогоднее видеопоздравление для енота с позывным «Херсон» и его спасителей. На видео дети стоят с разукрашенными под енота лицами, держат в руках подарки и рисунок «Херсона». Они пожелали зверю и его спасителям здоровья, счастья и победы.
Кандидат филологических наук Татьяна Шахматова называет историю с енотом «одной из ярких попыток создания новой военной мифологии». Она отмечает, что животное, изъятое из зоопарка, живёт в условиях, не очень подходящих для дикого животного, и что проводится «активная пиар-кампания с участием милого зверька»; с помощью енота российские военные «хотят представлять себя эдакими ловкими, быстрыми, с хитринкой и в то же время внешне приятными, не агрессивными». Образ енота из Херсона, пишет Шахматова, точно следует своему фольклорному архетипу, помогая решать проблемы, которые кажутся неразрешимыми.

#### Telegram-канал
Еноту присвоили позывной «Херсон». 12 ноября был создан Telegram-канал «Енот из Херсона», где стали публиковаться посты в поддержку российских десантников от имени енота. Издание «Главред» пишет, что животное живёт в окопах с российскими войсками, и приводит комментарий военнослужащего, взявшего енота: «Конечно, любит и пакостить, как же без этого. Вот он, маленький диверсант. Ночные диверсии у него происходят очень часто. Ночью он громит прямо у нас бунгало. Просыпаюсь под утро — у нас всё бунгало разгромлено. Мусорные пакеты, что-то разорванное. Перевернуто вверх дном». По состоянию на 22 ноября 2022 года Telegram-канал «Енот из Херсона» насчитывает свыше 50 000 подписчиков. В канале публикуются мемы, видео и рисунки, посвящённые еноту, среди которых много детских.
В одном из видео российские военные поясняют, что они не крали енота из Херсонского зоопарка, а увидели «брошенное и одинокое животное» и взяли с собой: «Енота мы не отдадим, енот останется с нами». Десантники также отметили, что кормят животное рыбой, орехами, сладостями и виноградом. Остальные животные, украденные из Херсонского зоопарка, были вывезены в крымский львиный парк «Тайган», а енот Херсон по какой-то причине остался в распоряжении ВДВ.
В Telegram-канале также появилось видео, на котором российский десантник патрулирует дорогу, а енот выглядывает из подсумка с боеприпасами. В других видео «Енота из Херсона» показано, как российские солдаты гладят енота, а в рисунках само животное изображено в небесно-голубом берете ВДВшника и в тельняшке.